# Jota

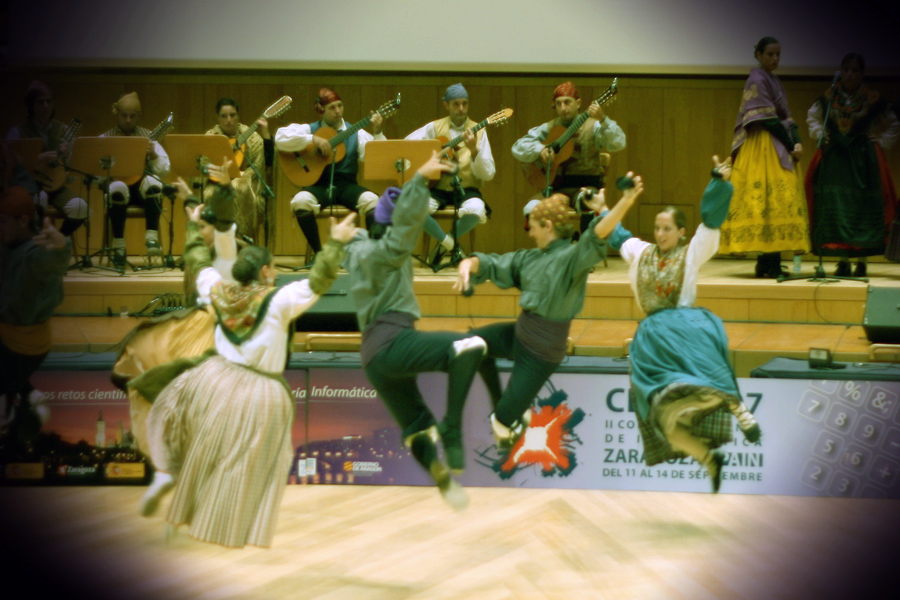
Aragóniai jota-táncosok

A jota (ejtsd: [chota], a spanyol jota, ez pedig a mozarab *šáwta [sauta] szóból, melynek végső forrása a latin SALTARE, ’táncol, ugrál’) jellegzetes spanyol néptáncok gyűjtőneve, illetve az őket kísérő zene. A stílus a 18. században keletkezett, gyökerei azonban valószínűleg a középkorra vezethetőek vissza. A jotának minden spanyol tartományban kialakult saját változata, a legismertebbek azonban az aragóniai és kasztíliai joták.

## Jellemzői
A zene üteme 3/4, vagy 6/8. A kísérő zenekar általában bandurriából, lantból, gitárból, oboából, Kasztíliában Dobból, illetve a táncosoknál kasztanyettákból áll. A tánclépések a keringőéhez hasonlóak, bár tartományonként ez nagy változatosságot mutathat. A kasztíliai jota sokkal élénkebb, a táncosok mindkét kezüket – benne kasztanyettával – felfelé tartják, és az ugrólépések jellemzőek. A jota zenéjére általában négysoros versszakokból álló ismert népdalokat (spanyolul coplas) szoktak énekelni. A versszakok éneklési módja legtöbbször a következő képlettel írható le: „2.–1.–2.–3.–4.–4.–1.”; amennyiban a versszak öt sorból áll: „1.–2.–1.–3.–4.–4.–5.” (a számok a verssorokat jelentik). Példák:
Négysoros versszak
| 1. Si te’n ves ta ra majada 2. Y en llevas plenas las botas 3. Con bellas toñas y chullas 4. Ya puede aturar las boiras |  | → | Y en llevas plenas las botas Si te’n ves ta ra majada Y en llevas plenas las botas Con bellas toñas y chullas Ya puede aturar las boiras Si te’n ves ta ra majada |

Ötsoros versszak
| 1. Y en setiembre ye la fiesta 2. D’Echo, lo mío lugar 3. Los viellos á itar la siesta 4. Y los chovens á rondar 5. Que triballo no lis cuesta |  | → | Y en setiembre ye la fiesta D’Echo, lo mío lugar Y en setiembre ye la fiesta Los viellos á itar la siesta Y los chovens á rondar Qué triballo no lis cuesta |

## A jota ismert zeneszerzők műveiben
- Georges Bizet francia zeneszerző (1838-1875) Carmen című operájának negyedik felvonása előtti bevezetője aragóniai jota.
- Mihail Ivanovics Glinka, orosz zeneszerző (1804-1857) spanyolországi utazásait követően írt egy Aragón jota című művet.
- Liszt Ferenc magyar zongorista és zeneszerző (1811-1886) jotát írt zongorára.
- Saint-Saëns francia zeneszerző (1835-1921) zenekari jotát írt, ugyanígy az orosz Balakirev (1837-1910).
- Raoul Laparra francia zeneszerző (1876-1943) La jota címmel operát írt.

## Külső hivatkozások
- Jota d’Echo – aragóniai jota (aragóniaiul)
- Az aragóniai jota (letölthető dalok) (spanyolul)
- A jota története (spanyolul)